# 青岛职业技术学院
青岛职业技术学院，是中国2000年成立的山东省政府管辖的公办专科高校，其前身之一青岛教工业余学校可追溯至1951年。该校校址位于山东省青岛市黄岛区。由青岛市人民政府举办，实行山东省与青岛市共管，以青岛市为主的管理体制。

## 历史沿革
1951年，创建青岛教工业余学校。1977年，创建青岛市职工业余大学。1992年，青岛市职工业余大学更名为青岛市职工大学。1999年，由青岛市职工大学为基础筹建青岛职业技术学院，并被国家教育部批准为山东省首所民办专科层次普通高校。2000年，青岛市职工大学改建为青岛职业技术学院。2002年，青岛教育学院并入，组建成新的青岛职业技术学院。

## 校区
青岛职业技术学院设有三个校区：
- 西校区 地址：青岛市黄岛区钱塘江路369号
- 南校区 地址：青岛市市南区金坛路17号
- 中校区 地址：青岛市市北区郭口路2号

## 院系设置
青岛职业技术学院设有8个二级学院。
- 海尔学院（机电学院）
- 软件与服务外包学院（信息学院）
- 生物与化工学院（蓝色工程学院）
- 旅游学院
- 商学院
- 教育学院
- 艺术学院
- 培训学院